# Kanton Varennes-Vauzelles
Der Kanton Varennes-Vauzelles ist seit 2015 ein französischer Wahlkreis im Arrondissement Nevers im Département Nièvre und in der Region Bourgogne-Franche-Comté; sein Hauptort ist Varennes-Vauzelles.

## Gemeinden
Der Kanton besteht aus drei Gemeinden mit insgesamt 12.519 Einwohnern (Stand: 1. Januar 2022) auf einer Gesamtfläche von 78,18 km²:
| Gemeinde                  | Einwohner 1. Januar 2022 | Fläche km² | Dichte Einw./km² | Code INSEE | Postleitzahl |
| ------------------------- | ------------------------ | ---------- | ---------------- | ---------- | ------------ |
| Parigny-les-Vaux          | 965                      | 31,47      | 31               | 58207      | 58320        |
| Pougues-les-Eaux          | 2.388                    | 12,72      | 188              | 58214      | 58320        |
| Varennes-Vauzelles        | 9.166                    | 33,99      | 270              | 58303      | 58640        |
| Kanton Varennes-Vauzelles | 12.519                   | 78,18      | 160              | 5817       | –            |